# کوه ایزاری
کوه ایزاری (انگلیسی: Mount Izari) یک کوه در هوکایدوی کشور ژاپن است.